# Рочестер Тауншип (округ Бівер, Пенсільванія)
Рочестер Тауншип (англ. Rochester Township) — селище (англ. township) в США, в окрузі Бівер штату Пенсільванія. Населення — 2711 особа (2020).

## Демографія
Згідно з переписом 2010 року, у селищі мешкали 2802 особи в 1167 домогосподарствах у складі 807 родин. Було 1262 помешкання
Расовий склад населення:
| - 95,1 % — білих - 3,0 % — чорних або афроамериканців - 0,1 % — корінних американців - 0,1 % — азіатів |

До двох чи більше рас належало 1,6 %. Частка іспаномовних становила 0,7 % від усіх жителів.
За віковим діапазоном населення розподілялося таким чином: 18,2 % — особи молодші 18 років, 62,3 % — особи у віці 18—64 років, 19,5 % — особи у віці 65 років та старші. Медіана віку мешканця становила 46,8 року. На 100 осіб жіночої статі у селищі припадало 101,6 чоловіків;  на 100 жінок у віці від 18 років та старших — 96,7 чоловіків також старших 18 років.
Середній дохід на одне домашнє господарство  становив 68 291 долар США (медіана — 61 293), а середній дохід на одну сім'ю — 82 959 доларів (медіана — 73 558). Медіана доходів становила 45 781 долар для чоловіків та 33 370 доларів для жінок. За межею бідності перебувало 10,1 % осіб, у тому числі 21,7 % дітей у віці до 18 років та 5,7 % осіб у віці 65 років та старших.
Цивільне працевлаштоване населення становило 1449 осіб. Основні галузі зайнятості: освіта, охорона здоров'я та соціальна допомога — 29,0 %, виробництво — 13,7 %, роздрібна торгівля — 10,8 %, науковці, спеціалісти, менеджери — 10,7 %.